# Perrine Lebuhanic

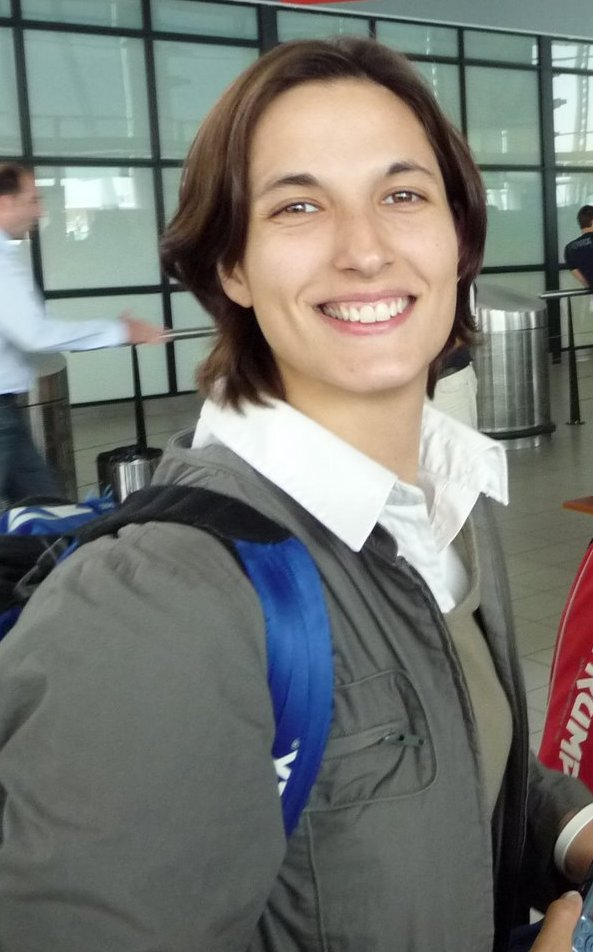
Perrine Lebuhanic

Perrine Lebuhanic (* 1. Februar 1982 in Pont-l’Abbé) ist eine französische Badmintonspielerin. 

## Karriere
Perrine Lebuhanic gewann nach mehreren nationalen Titeln im Nachwuchs- und Hochschulbereich 2011 ihre erste Meisterschaft bei den Erwachsenen. 2006 und 2010 nahm sie an den Badminton-Weltmeisterschaften teil, schied jedoch beide Male in Runde eins aus.

## Sportliche Erfolge
| Saison    | Veranstaltung                                | Disziplin   | Platz | Name                              |
| --------- | -------------------------------------------- | ----------- | ----- | --------------------------------- |
| 1997/1998 | Französische Nachwuchsmeisterschaft (Cadets) | Dameneinzel | 1     | Perrine Lebuhanic                 |
| 1998/1999 | Französische Nachwuchsmeisterschaft (Cadets) | Dameneinzel | 1     | Perrine Lebuhanic                 |
| 1999/2000 | Französische Juniorenmeisterschaft           | Dameneinzel | 1     | Perrine Lebuhanic                 |
| 2003      | Welsh International                          | Damendoppel | 2     | Laura Choinet / Perrine Lebuhanic |
| 2006/2007 | Französische Hochschulmeisterschaft          | Dameneinzel | 1     | Perrine Lebuhanic                 |
| 2010/2011 | Französische Meisterschaft                   | Dameneinzel | 1     | Perrine Lebuhanic                 |
| 2012      | Portugal International                       | Dameneinzel | 3     | Perrine Lebuhanic                 |
| 2012      | Irish International                          | Dameneinzel | 1     | Perrine Lebuhanic                 |